# 根本雄伯
根本 雄伯（ねもと たけのり）は、神奈川県鎌倉市出身のホルン奏者、作曲家ならびに指揮者。

## 略歴
3歳からヴァイオリンを、4歳よりピアノを始める。中学校の時にホルンを始め、15歳より伊藤泰世らに師事。神奈川県立茅ケ崎北陵高等学校入学と共に作曲法、指揮法を学ぶ。1987年東京藝術大学音楽学部入学。ホルンを守山光三、千葉馨らに、室内楽をアンリエット・ピュイグ＝ロジェらに、指揮法を佐藤功太郎に師事。
1991年（平成3年）に京都フランス音楽アカデミー講師として訪日していたジョルジュ・バルボトゥから強く留学を勧められたことがきっかけで、翌年フランス政府給費留学生として渡仏、パリのエコールノルマル音楽院へ入学し彼に師事、第6課程を一年で修了した後、1993年にパリ国立高等音楽院のアンドレ・カザレのクラスへ入学。
1996年にパリ国立高等音楽院を卒業し、エコールノルマル音楽院のジョルジュ・バルボトゥのクラスに戻る。翌年コンサートプレイヤー課程を修了し卒業。1999年にパリ国立高等音楽院大学院の室内楽科へ入学、モーリス・ブルグのもとで勉強する。2001年にパリ国立高等音楽院大学院修了。2003年国立音楽院教員国家試験に合格。

## 活動
大学院在学中の2000年にパリ聖ウスタッシュ教会ニューイヤーコンサートに於いてジャン・ギユーのオルガン伴奏でソリストとしてデビュー。2003年にはパリ国際文化週間からの委嘱により作曲家としてもデビューした。
現在、ホルン奏者としての活動の傍ら、作曲家、編曲家としてもパリ・オペラ座、アンサンブル・ジュスティニアーナ等からの委嘱を受けるなどして、活動。『ヘンゼルとグレーテル(フンパーディンク)』並びに『月(オルフ)』の室内楽版はドイツの大手出版社ショット社の貸し譜となっている。
室内楽奏者としてヨーロッパ各地を始め、南米、イスラエル等の音楽祭へ頻繁に出演する他、ラジオ・フランスの番組やクラシック音楽専用チャンネル《MEZZO》等にも数多く出演している。
2012年2月にはパリ・アテネ劇場に於いて笈田ヨシ演出、本人による編曲でシューベルトの『冬の旅』の舞台版を指揮、Les Échos紙、Libération紙などの主要な批評家から注目された。同年11月には国立オペラカンパニー《ラ・ペニッシュ・オペラ》の『ヘンゼルとグレーテル』の編曲を手がけると共に指揮を行い、ル・モンド紙等で絶賛される。
2013年には自ら主宰するアンサンブル・ムジカ・ニゲラを率いてナント市のラ・フォル・ジュルネ並びに日本各地のラ・フォル・ジュルネ・オ・ジャポン 「熱狂の日」音楽祭に登場、自らの編曲による歌劇カルメンやラヴェル、プーランク等の作品を指揮した。またホルン奏者としても同音楽祭でフランスを代表する室内楽団《トリオ・ヴァンデレール》と共にケクランの未発表の作品《ラメント》を日本の聴衆に披露した。
演奏活動の傍ら、2005年から2015年までカシャン国立音楽学校で教鞭をとり、2017年に愛知県立芸術大学で2か月にわたり外国人客員教授として招聘された後、2018年ボルドー国立地方音楽院教授に就任。

## 楽団
- すべて現在関わっているもの
  - 2004年 - ペレアス室内管弦楽団 首席
  - 2004年 - グルノーブル・ルーヴル宮音楽隊首席
  - 2005年 - ポワトゥーシャラント管弦楽団(現ヌーヴェル＝アキテーヌ室内管弦楽団) 首席
  - 2006年 - ムジカ・ニゲラ国際音楽祭 芸術監督[10]。
  - 2010年 - アンサンブル・ムジカ・ニゲラ 音楽監督

## 受賞歴
- 1992年（平成4年） 東京文化会館 金管新人演奏会 入選
- 1993年 エコールノルマル音楽院 最高位ホルン演奏ディプロマ、審査員特別賞 受賞
- 1996年 パリ国立高等音楽院　満場一致の一等賞 受賞
- 1997年 エコールノルマル音楽院 ピアノ教育課程ディプロマ 受賞
- 1997年 エコールノルマル音楽院 最高位コンサートプレイヤーディプロマ、審査員特別賞 受賞
- 1999年 トゥーロン国際音楽コンクール 入賞[11]
- 1999年 トレヴー国際ホルンコンクール 第3位受賞[11]
  - 審査委員長のヘルマン・バウマンから『そのヴィブラートと歌い回し、僕の若い時にそっくりだ!』と激賞を受ける
- 2000年 イタリア『金の樫国際コンクール』 第2位受賞
- 2003年 マルセイユ国際木管五重奏コンクール『アンリ・トマジ』第2位受賞
- 2003年 ローマ国際音楽 トーナメント作曲部門特別賞受賞
- 2023年 ルーアン化学、文芸、芸術学士院 アンリ・イー賞

## 主なCDならびにDVD作品
- ポワトゥーシャラント管弦楽団との作品 指揮：ジャン=フランソワ・エッセール
  - 「ファリャ『恋は魔術師』」　
  - 「ベルク『室内協奏曲』」
  - 「テオドール・デュボワ『協奏曲集』」
  - 「メシアン『渓谷から星々へ』」
- グルノーブル・ルーヴル宮音楽隊との作品 指揮：マルク・ミンコフスキ
  - 「モーツァルト『交響曲第40番、41番』」
  - 「オッフェンバッハ『ロマンティックオッフェンバッハ』」
  - 「ヘンデル『水上の音楽』」
  - 「ベルリオーズ『イタリアのハロルド』」
  - 「ハイドン『ロンドン交響曲全集』」
  - 「シューベルト『交響曲全集』」
  - 「モーツァルト『ミトリダート』」
- コンパニー・レ・ブリガンとの作品 指揮：バンジャマン・レヴィ
  - 「モーリス・イヴァン『君の口』」　
  - 「オッフェンバッハ『オックス博士』」
- アンサンブル・ムジカ・ニゲラとの作品 指揮 : 根本雄伯
  - 「ドニゼッティ『リタ、もしくは殴られ亭主』」 ミレイユ・ラロシュ演出
  - 「ラヴェル『異国趣味のラヴェル』」
  - 「ショーソン『ショーソンと文学』」
  - 「プーランク『おいた、プーランク』」
  - 「フォーレ『フォーレ、ドラマトゥルギー』」
  - 「カプレ『語り部、カプレ』」

- それ以外のオーケストラとのもの
  - 「マルク=オリヴィエ・デュパン『ナナ』」 マルク=オリヴィエ・デュパン(指揮)

## 主な作品
- 「吹奏楽のためのブラジル風スーザ」
  - 1988年 四芸祭委嘱作品
- 「ユーフォニアムとオーケストラのための三つの歌」
  - 1989年 石橋美奈子(ユーフォニアム)
- 「テューバとオーケストラのための絵画的小協奏曲」
  - 1989年 柏田良典(テューバ)
- 「テューバ、琴とパーカッションのための《影の無い樹》」
  - 1990年 札幌テューバ・ユーフォニアム国際会議委嘱作品
- 「フルートとハープのための《受胎告知》」
  - 2002年 サブリナ・マルフィ(フルート/パリ・オペラ座管弦楽団ソリスト)、マリー・ノルマン(ハープ/ギャルド・レピュブリケーヌ管弦楽団ソリスト)
- 「クラリネット、チェロとピアノのための《中原中也の三つの詩》」
  - 2003年 パリ外国文化週間委嘱作品
- 「児童合唱、チェロとパーカッションのための《鉢かつぎ姫》」
  - 2006年 アンサンブル・ジュスティニアーナ委嘱作品
- 「メゾソプラノとアンサンブルのための《艶かしい墓場》」
  - 2010年 ムジカニゲラ音楽祭委嘱作品
- 「メゾソプラノ、児童合唱とオーケストラのための《東風が樹々に囁いたのは》」
  - 2010年 ブザンソン管弦楽団委嘱作品